# Cá ó vằn
Cá ó vằn (tên khoa học Aetomylaeus vespertilio) là một loài cá thuộc họ Cá ó (Myliobatidae). Nó được tìm thấy ở Úc, Trung Quốc, Ấn Độ, Indonesia, Malaysia, Maldives, Mozambique, Đài Loan, Thái Lan và Việt Nam. Các môi trường sống tự nhiên của chúng là các vùng biển nông, biển rộng, lòng và cửa sông.